# Rubén Ramos
Rubén Ramos Antón (Zaragoza, España, 1972) es un periodista y escritor aragonés. Es licenciado en Ciencias Sociales y de la Información (rama de Periodismo) por la Universidad del País Vasco. Es miembro de la Asociación Cultural Nogará-Religada desde 1993. Se presentó en 2019 por la candidatura de Pastriz de Podemos-Equo.

## Biografía
Conoció el aragonés desde niño, primero en San Jorge, y después en Sobrarbe.
Ha escrito una gran cantidad de artículos y trabajos sobre el aragonés en publicaciones como Siete de Aragón (del cual fue coordinador en diferentes etapas), el Diario de Bolsillo de Zaragoza, Trébede y más recientemente en O Espiello (revista editada por la Asociación Cultural Nogará-Religada). También participó y coordinó el programa de radio O mirallo, en la emisora de radio zaragozana Radio Ebro.
En lengua castellana ha publicado junto con el historiador Carlos Serrano Lacarra los libros El aragonesismo en la transición (I y II) y ha contribuido en el libro La selección aragonesa de fútbol de Rafael Rojas. En aragonés ha escrito las novelas Bidas Crebazadas y En l'altro canto d'a güega, con las que ganó el Premio Arnal Cavero en las ediciones de 2006 y 2008. Este último cuenta la historia de María, que es una joven llena de sueños que conoce a Miguel, un montañés que se ha tenido que marchar de su pueblo. Juntos se sumergen en los embrollos políticos de la Zaragoza de los años treinta del siglo XX.